# Селезни (Тамбовская область)
Се́лезни — село в Тамбовском районе Тамбовской области Российской Федерации. Административный центр Челнавского сельсовета.

## География
Стоит на реке Челновая. В 4 км к западу находится посёлок совхоза «Селезнёвский», который до 1979 года назывался как станция Селезни.

## История
Село основано в 1647 году в окрестностях села Лысые Горы. Основано служилыми людьми во время строительства Татарского вала — земляного укрепления для отражения угрозы нападения татарских отрядов. Со временем Красный городок утратил своё оборонительное значение, а люди занялись сельским хозяйством.
Красный городок, основанный в 1647 году, состоял из нескольких слобод: козьмодемьяновская, беломестная, солдатская.
Переселенцы из слобод Красного городка основали новые поселения: Беломестная Двойня, Беломестная Криуша, Красногородская Криуша, Сурава и др.. Так, однодворцы, выселившиеся из Солдатской слободы(село Селезни) в канун третьей ревизии 1762 года, основали село Незнановка. В документах этого года числится шесть домов однодворцев, в семьях которых было 36 человек. Все население Незнановки состояло из трех родов: Лозухины(впоследствии эта фамилия претерпела изменения, в наше время в Незнановке много Лозеевых), Черемисины, Дробышевы. В 1815 году пять домохозяев из рода Черемисиных и Дробышевых переселились на реку Челновую, основав новую деревню Крутой Буерак.
В 1869 году в селе Селезни Лысогорской волости была открыта начальная школа.
В «Списке сельских обществ и частей селений Тамбовской губернии…» от 1904 года село упомянуто с двумя названиями — Солдатская Слобода (Селезни).
Согласно епархиахальным статистическим данным Тамбовской епархии от 1911 года в селе Селезни было 365 дворов, в которых проживало 1474 мужчины и 1427 женщин. В том же году в селе была освящена Богоявленская церковь. Тысячи верующих собрались на освещение Богоявленской церкви в селе Селезни 6 ноября 1911 года. В советский период здание церкви служило складским помещением и зернохранилищем. По настоятельным просьбам верующих в 1988 году церковь была возвращена Селезневской общине. Иконы, временно хранившиеся у жителей села, снова заняли свои места в иконостасе.

## Население
| 2002 | 2010  |
| ---- | ----- |
| 2018 | ↘1884 |

По данным Всесоюзной Переписи 1926 года село насчитывало 648 домохозяйств с населением 3301 жителей.
национальный состав

## Инфраструктура
Администрация поселения. 
Церковь Богоявления Господня в Селезнях.

## Транспорт
Автомобильный и железнодорожный транспорт.
Остановочный пункт Челновская.